# Macrotera
Macrotera is een geslacht van vliesvleugelige insecten uit de familie Andrenidae

## Soorten
- M. anthracina (Timberlake, 1980)
- M. arcuata (Fox, 1893)
- M. azteca (Timberlake, 1954)
- M. bicolor Smith, 1853
- M. bidenticauda (Timberlake, 1953)
- M. carinata (Timberlake, 1968)
- M. crassa (Timberlake, 1958)
- M. echinocacti (Timberlake, 1954)
- M. haplura (Cockerell, 1922)
- M. knulli (Timberlake, 1960)
- M. laticauda (Timberlake, 1953)
- M. latior (Cockerell, 1896)
- M. lobata (Timberlake, 1953)
- M. magniceps (Timberlake, 1960)
- M. mellea (Timberlake, 1954)
- M. mortuaria (Timberlake, 1954)
- M. nahua (Snelling & Danforth, 1992)
- M. nigrella (Timberlake, 1954)
- M. opacella (Timberlake, 1956)
- M. opuntiae (Cockerell, 1922)
- M. parkeri (Timberlake, 1980)
- M. peninsularis (Timberlake, 1968)
- M. pipiyolin (Snelling & Danforth, 1992)
- M. portalis (Timberlake, 1954)
- M. robertsi (Timberlake, 1968)
- M. rubida (Timberlake, 1968)
- M. seminigra (Timberlake, 1956)
- M. sinaloana (Timberlake, 1958)
- M. solitaria (Cockerell, 1897)
- M. texana Cresson, 1878
- M. tristella (Timberlake, 1954)